# أوليفر س. براون
أوليفر س. براون (بالإنجليزية: Oliver C. Brown)‏ هو فنان إيقاعي أمريكي، ولد في 1 ديسمبر 1946 في بيركيلي في الولايات المتحدة.

## وصلات خارجية
- الموقع الرسمي